# Hnaberd (Ararat)
Pour l’article homonyme, voir Hnaberd (Aragatsotn).
Hnaberd (en arménien Հնաբերդ ; jusqu'en 1949 Kurbantepe ou Toprakkale) est une communauté rurale du marz d'Ararat en Arménie. En 2008, elle compte 649 habitants.